# Liste des préfets de Lot-et-Garonne
Cet article recense les préfets du département français de Lot-et-Garonne depuis 1800.
| Début             | Préfet                                   | Fonction précédente | Observation |
| ----------------- | ---------------------------------------- | --- | --- |
| 2 mars 1800       | Jean Pieyre                              | Président de l'administration centrale du Gard | Nommé préfet du Loiret |
| 26 mars 1806      | Christophe de Villeneuve-Bargemon        | | (1re période) destitué pendant les Cent-Jours |
| 6 avril 1815      | Alexandre Jean Denis Rouen des Mallets   | Préfet de Vaucluse | Destitué |
| 9 juillet 1815    | Christophe de Villeneuve-Bargemon        | | (2e période) Remis à son poste. Nommé préfet des Bouches-du-Rhône |
| 8 octobre 1815    | Armand Constant Marniere de Guer         | Préfet de la Mayenne | Nommé préfet du Morbihan |
| 18 avril 1816     | Augustin de Musnier de la Converserie    | Préfet du Morbihan | Passe à la retraite |
| 23 novembre 1828  | Alexandre Jean Feutrier                  | A été (1819-1820) Préfet de Saône-et-Loire | Nommé préfet de la Sarthe, sans suite ; puis nommé préfet de l'Oise |
| 2 avril 1830      | Guillaume Marc Antoine Marguerite Baumes | Préfet du Lot | Nommé conseiller d’État |
| 23 août 1830      | Antoine Croneau du Plessis               | Secrétaire général de la Seine-Inférieure | appelé à d'autres fonctions |
| 21 janvier 1833   | Jean Adrien Brun                         | Sous-préfet de Bazas | (1re période) Nommé préfet des Vosges |
| 30 janvier 1839   | Nicolas Jean Rougier de la Bergerie      | Sous-préfet de Bayeux | Nommé préfet des Vosges |
| 29 mai 1839       | Jean Adrien Brun                         | Préfet des Vosges | (2e période) Révoqué à la révolution de 1848 Sera (1849), préfet de la Meurthe |
| 1er mars 1848     | Blaise Gaspard Dubruel                   | | (commissaire du gouvernement, 1re période du 1 au 12 mars) |
| 12 mars 1848      | Jean Bérard                              | | (Commissaire du gouvernement) Élu Représentant de Lot-et-Garonne |
| 10 avril 1848     | Blaise Gaspard Dubruel                   | | (commissaire du gouvernement, 2e période du 10 au 28 avril) Élu (23 avril 1848 Représentant du Lot-et-Garonne |
| 1er mai 1848      | Joseph Rigaudie, dit Saint-Marc Rigaudie | Sous-commissaire du gouvernement du Lot-et-Garonne du 4 mars au 1er mai) | (commissaire du gouvernement provisoire du 1er mai au 18 juin) Nommé préfet des Vosges, sans suite, cesse ses fonctions                                                                                                  |
| 18 juin 1848      | Félix-Arthur Ballon                      | commissaire du gouvernement des Vosges | |
| 10 juillet 1848   | Paul Cère                                | Sous-commissaire du gouvernement à Corbeil | (Remplacé le 31 décembre 1848) |
| 31 décembre 1848  | Paul François Marie Odon de Preissac     | Sous-préfet de Fougères | Nommé préfet du Var |
| 9 mai 1852        | Jules Ducos                              | Sous-préfet de Béziers | |
| 10 avril 1858     | Alphonse Paillard de Saint-Aigland       | Préfet du Cantal | Chevalier de l'ordre de Léopold Chevalier de l'ordre de l'Étoile polaire Commandeur de l'ordre de Saint-Grégoire-le-Grand Commandeur de la Légion d'honneur 3e classe de l'ordre du Médjidié Nommé préfet du Puy-de-Dôme |
| 10 septembre 1864 | Paul Féart                               | Préfet d'Ille-et-Vilaine | Mort en fonction |
| 5 octobre 1867    | Joseph Ambroise Lorette                  | Préfet des Deux-Sèvres | Nommé préfet des Côtes-du-Nord |
| 23 octobre 1869   | Henry de Montour                         | Préfet de la Drôme | Passe à la retraite |
| 8 septembre 1870  | Armand Audoy                             | Avocat à Paris, rédacteur au Temps | Nommé préfet de l'Ain |
| 16 avril 1871     | Paul Lauras                              | Avocat à Paris | Nommé préfet du Tarn |
| 25 janvier 1872   | Charles Welche                           | maire de la ville de Nancy, administrateur provisoire du département de la Meurthe conseiller général de Meurthe-et-Moselle                                                       | Nommé préfet de la Haute-Garonne |
| 28 mai 1873       | Léonce Mahou                             | Préfet des Deux-Sèvres | Nommé préfet de la Charente-Inférieure |
| 10 avril 1875     | Gustave Pétiniaud de Champagnac          | Préfet de la Manche | Passe à la retraite |
| 21 mars 1876      | Félix Renaud                             | Représentant de Saône-et-Loire à l'Assemblée nationale | Nommé préfet de la Somme, non acceptant, puis nommé préfet de la Loire |
| 21 mai 1877       | Charles Aylies                           | Chef de Cabinet du ministre de l'intérieur Oscar Bardi de Fourtou, mai 1874 ; secrétaire de la commission chargée de préparer un projet de loi sur le droit de réunion, juin 1874 | Démission, 14 décembre 1877 |
| 18 décembre 1877  | Arsène Henry                             | Secrétaire général de la Gironde | Nommé préfet du Loiret |
| 14 janvier 1882   | Alfred Chapron                           | Préfet de la Sarthe | Nommé préfet de Seine-et-Marne |
| 11 novembre 1886  | Emmanuel, Joseph, Georges Bès de Berc    | Préfet de la Corse | Nommé préfet des Côtes-du-Nord |
| 22 mars 1889      | Étienne Antoine Joucla-Pelous            | Préfet des Ardennes | Nommé préfet de la Somme |
| 3 octobre 1893    | Adrien Georges Bonnefoy-Sibour           | Préfet de la Corse | Receveur percepteur du 15e arrondissement de Paris |
| 31 décembre 1899  | Adolphe Bonnet                           | Préfet de Loir-et-Cher | Nommé préfet de l'Oise |
| 16 juillet 1901   | François Eugène Bougouin                 | Préfet de la Haute-Marne | Trésorier-payeur général des Deux-Sèvres |
| 9 septembre 1902  | Joachim Alexandre Berseville             | Préfet des Hautes-Alpes | Nommé préfet de la Vienne |
| 15 mars 1905      | Marcel Marie Grégoire                    | Préfet de l'Aube | Nommé préfet des Bouches-du-Rhône |
| 30 octobre 1909   | Jacques Louis Dupré                      | Préfet de la Manche | Nommé percepteur, puis (1924) passe à la retraite |
| 15 octobre 1918   | Hilaire Toussaint Octave Delfini         | Préfet de l'Ain | Nommé préfet de l'Isère |
| 18 août 1921      | Marc Minier                              | Préfet du Finistère | Nommé directeur du personnel et de l'administration générale |
| 8 juillet 1924    | Georges Thome                            | Préfet de la Corse | Nommé préfet de la Gironde |
| 5 octobre 1928    | Georges Taussac                          | Préfet des Hautes-Pyrénées | Nommé préfet de Constantine |
| 14 octobre 1933   | Francis Laban                            | Préfet du Haut-Rhin | Nommé préfet de Constantine |
| 19 mai 1934       | Louis Marlier                            | Préfet d'Oran | Passe à la retraite |
| 19 octobre 1937   | Marie-Paul Léo Jean Cumenge              | Préfet de la Charente | Passe à la retraite |
| 4 septembre 1940  | René Heureude                            | Préfet de la Creuse | Passe à la retraite |
| 14 janvier 1941   | Jean Destarac                            | Préfet de l'Aveyron | relevé de ses fonctions |
| 24 janvier 1944   | Louis François Marie Tuaillon            | Préfet délégué à Marseille | Arrêté par les Allemands, 10 juin 1944 et déporté en Allemagne. Sera (1945) préfet de la Moselle |
| 12 juin 1944      | Jean Giraud                              | Secrétaire général de la Haute-Garonne | (Préfet de Vichy) (délégué à titre provisoire par le préfet de la région) Interné au centre de séjour surveillé de Noé, 12 octobre 1944 Suspendu de ses fonctions le 1er mars 1945 à compter du 20 août 1944             |
| 20 août 1944      | François Duvignau                        | Résistant, pratiquement chef civil de Lot-et-Garonne le 6 juin 1944 | (Préfet de la Libération). retraite et préfet honoraire |
| 27 septembre 1945 | Pierre Lecène                            | Sous-préfet de Saint-Amand, Arrêté par les Allemands, 30 mai, déporté à Dachau, Allach                                                                                            | Nommé préfet de l'Ain |
| 26 mai 1948       | Marcel Ségaut                            | Chargé de mission à l'inspection générale des services administratifs | Nommé préfet des Vosges |
| 21 septembre 1951 | Robert Cousin                            | Préfet du Gers | Directeur du cabinet du secrétaire d'État à la France d'Outre-mer Caillavet |
| 29 janvier 1953   | Maurice Picard                           | Préfet de l'Aude | Nommé préfet de l'Yonne |
| 19 mars 1957      | Louis Ottaviani                          | Préfet du Var | Passe à la retraite |
| 7 février 1959    | Jacques Saunier                          | Préfet des Ardennes | Nommé préfet de Bône |
| 4 avril 1960      | Michel Ellia                             | Préfet du Territoire de Belfort | Nommé préfet de l'Yonne |
| 12 janvier 1963   | Louis Verger                             | Directeur du cabinet civil et militaire du délégué général du gouvernement en Algérie                                                                                             | Nommé préfet de l'Isère |
| 24 août 1966      | Francis Gérard Laborde                   | Directeur du Cabinet du ministre des Anciens Combattants et Victimes de guerre Jean Sainteny                                                                                      | Nommé préfet de l'Allier |
| 3 août 1968       | Henri Boucoiran                          | directeur des renseignements généraux de la sûreté nationale | Nommé préfet de l'Ain |
| 14 juin 1973      | Paul Louis Feuilloley                    | Sous-préfet du Raincy | Nommé préfet du Var |
| 28 octobre 1975   | Christian Orsetti                        | Préfet de la Martinique | Détaché au ministère des affaires étrangères, ambassadeur extraordinaire et ministre plénipotentiaire de la principauté de Monaco                                                                                        |
| 28 octobre 1977   | Thierry Kaeppelin                        | Secrétaire général de la Gironde | Nommé directeur des transmissions et de l'informatique |
| 19 janvier 1982   | Pierre Blanc                             | Préfet Secrétaire général pour l'administration de la police de Paris | Nommé préfet de l'Ariège |
| 6 mars 1985       | Paul Leroy                               | Professeur d'université | |
| 14 mai 1986       | Bernard Courtois                         | Préfet de la Guyane | Nommé préfet hors cadre en service détaché |
| 14 octobre 1987   | Serge Thirioux                           | Préfet du territoire de Belfort | nommé préfet hors cadre |
| 27 juillet 1988   | Jean-Charles Astruc                      | Préfet de l'Aube | Congé spécial |
| 4 décembre 1992   | Michel Diefenbacher                      | adjoint pour la sécurité auprès du préfet du Rhône | Nommé préfet de la région Guadeloupe |
| 26 octobre 1994   | Jean-Claude Vacher                       | Préfet de la Haute-Loire | Nommé préfet de l'Indre |
| 15 avril 1998     | Nicolas Jacquet                          | Préfet de la Haute-Loire | Nommé secrétaire général de la préfecture de la région Ile-de-France |
| 27 septembre 2000 | Anne Merloz                              | Préfète de la Haute-Saône | Nommé préfète du Cher |
| 31 juillet 2002   | Henri Masse                              | Préfet de la région Guyane | Nommé préfet de la Drôme |
| 15 décembre 2005  | Rémi Thuau                               | Préfet de la Mayenne | Nommé préfet de la Savoie |
| 4 juillet 2007    | Lionel Beffre                            | préfet hors cadre | Nommé préfet d’Eure-et-Loir |
| 20 janvier 2010   | Bernard Schmeltz                         | | Nommé préfet de Vendée |
| 7 décembre 2011   | Marc Burg                                | préfet délégué pour la sécurité et la défense auprès du préfet de la région Aquitaine                                                                                             | préfet hors cadre, chargé de mission au ministère de l'Intérieur |
| 29 mai 2013       | Denis Conus                              | Préfet de la Haute-Loire | Nommé préfet de la Marne |
| 4 janvier 2016    | Patricia Willaert                        | Préfète des Alpes-de-Haute-Provence | |
| 28 novembre 2018  | Béatrice Lagarde                         | | |
| 14 décembre 2020  | Jean-Noël Chavanne                       | Sous-préfet de Mulhouse | |
| 21 août 2023      | Daniel Barnier                           | Préfet de la Nièvre | |